# Mark III (Panzer)
Der britische Panzer Mark III wurde im Ersten Weltkrieg gebaut und war eine Weiterentwicklung des Mark I und des Mark II, wobei letzterer ursprünglich nur für Übungszwecke eingesetzt wurde. Auch der Mark III bestand, wie der Mark II nicht aus gehärtetem Panzerstahl, somit war er nahezu ungepanzert: ein schweres Maschinengewehr konnte den Panzer durchschlagen. Im Gegensatz zum Mark II kam er aber niemals zum wirklichen Einsatz. Statt der geplanten zusätzlichen Schicht Panzerplatten wurden hier jedoch bestimmte Platten auf eine Maximaldicke von 12 mm verstärkt. Zu Beginn des Jahres 1917 wurden 50 Stück des Mark III hergestellt – 25 'Male' (mit Kanonen- und MG-Bewaffnung) sowie 25 'Female' (nur mit MGs ausgerüstet). Die späteren Mark III Females hatten kleinere Seitenerker. Der Mark III wurde mit Lewis-Maschinengewehren ausgerüstet. Die letzten beiden Panzer dieses Typs wurden in der Zeit des Zweiten Weltkriegs verschrottet.